# Arrenurus fissicorniformis
Arrenurus fissicorniformis är en kvalsterart som beskrevs av Cook 1954. Arrenurus fissicorniformis ingår i släktet Arrenurus och familjen Arrenuridae. Inga underarter finns listade i Catalogue of Life.